# Maghakia Ormanian
Maghakia Ormanian (ur. 1841, zm. 1918) – w latach 1896–1908 76. ormiański Patriarcha Konstantynopola.